# Maria Folkeson
Maria Folkeson, född 1863, död 1956, var en svensk läkare. 
Hon blev 1896 den tredje kvinnliga läkaren i Sverige, efter Karolina Widerström (1888) och Hedda Andersson (1892). 
Hon var även aktiv inom nyktherhetsrörelsen, kvinnans politiska rösträtt och i fredsrörelsen. Hon var medgrundare av Svenska läkares nykterhetsförening 1902, och arbetade för ett totalförbud mot alkohol av medicinska skäl. Hon höll föreläsningar i Samkväm för arbeterskor om bland annat arbetares möjligheter att sköta sin hygien och barnavård under tider av hemlöshet.